# Mogoaia
Mogoaia falu Romániában, Maros megyében.

## Története
Mezőméhes község része. A trianoni békeszerződésig Torda-Aranyos vármegye Marosludasi járásához tartozott.

## Népessége
2002-ben 20 lakosa volt, ebből 19 román és 1 magyar nemzetiségű.

## Vallások
A falu lakói közül 16-an ortodox hitűek.